# Trio per pianoforte e archi n. 3 (Brahms)
Il Trio per pianoforte e archi n. 3 in do minore, opus 101 è un trio per pianoforte, violino e violoncello, di Johannes Brahms. Composto durante l'estate del 1886 sulle rive del lago di Thun (Svizzera), dove Brahms soggiornava, venne eseguito in pubblico il 20 dicembre 1886, al Teatro dell'Opera di Budapest con un trio formato dal violinista Jenő Hubay, dal violoncellista David Popper ed il compositore al piano.

## Descrizione
1. Allegro energico (3/4)
2. Presto non assai (in do minore)
3. Andante grazioso in do maggiore, in 3/4 + 2/4, con un trio in 9/8 + 6/8, e 9/8)
4. Finale: Allegro molto (in do minore, in 6/8)

L'esecuzione del brano richiede circa 20 minuti.

## Discografia parziale
- Trios pour piano et cordes nº 1, 2, 3 - Eugene Istomin, Isaac Stern, Leonard Rose - CBS
- Brahms - Complete Trios - Beaux Arts Trio - Philips (1987)
- Brahms: Complete Piano Trios - Trio Parnassus - MDG (1996)
- Brahms Piano trio no. 1 - 3 - Julius Katchen - piano, Josef Suk - violin, János Starker - cello - Registrazione Luglio 1968 - DECCA